# Слізна комедія
«Слізна комедія» — піджанр сентиментальної драми, що з'явився в XVIII столітті. Іноді вважається предтечею мелодрами.
Зазвичай патетична моралізаційна комедія, яка має повчати глядача, виправляти його характер, наголошувати на чеснотах. Подібні п'єси нерідко могли мати сумний фінал, але з обов'язковим «вищим» урочистість чесноти (наприклад, моральний тріумф головного героя, попри його загибель). Згідно енциклопедії «Британіка», слізні комедії «утворили своєрідний міст між застарілою традицією аристократичної неокласичної трагедії і зростаючою кількістю серйозних драм».
Одним з найбільших представників цього напряму у французькій драматургії був Нівель де Лашоссе (1692—1754), який написав понад 40 подібних п'єс. Розмиваючи відмінності між комедією і трагедією, комедія лармоянте лягла в основу наступного жанру, відомого як «буржуазна драма», форма реалістичної комедії, яку започаткував Дені Дідро у п'єсі «Природна комедія» (опублікована 1757 р., поставлена 1771 р.).